# Antonín Bílek
Antonín Bílek (13. března 1881, Chýnov – 31. prosince 1937 Praha) byl český sochař a malíř, bratr sochaře Františka Bílka. Studoval v Praze na Uměleckoprůmyslové škole, kde se učil u Stanislava Suchardy, Josefa Drahoňovského a Viktora Foerstera.
Zemřel roku 1937 a byl pohřben na Vinohradském hřbitově.

## Díla (výběr)
- Pomníky padlých v 1. světové válce (Písek, Strakonice, Košice na Táborsku, Ratibořské Hory)[1][2]
- Socha a pamětní deska Václava Budovce z Budova na domě Praha-Staré Město, Týnská ulička č.p. 627/8[3]
- Boží hrob (Křemešník)[4]

## Galerie pomníky a sochy

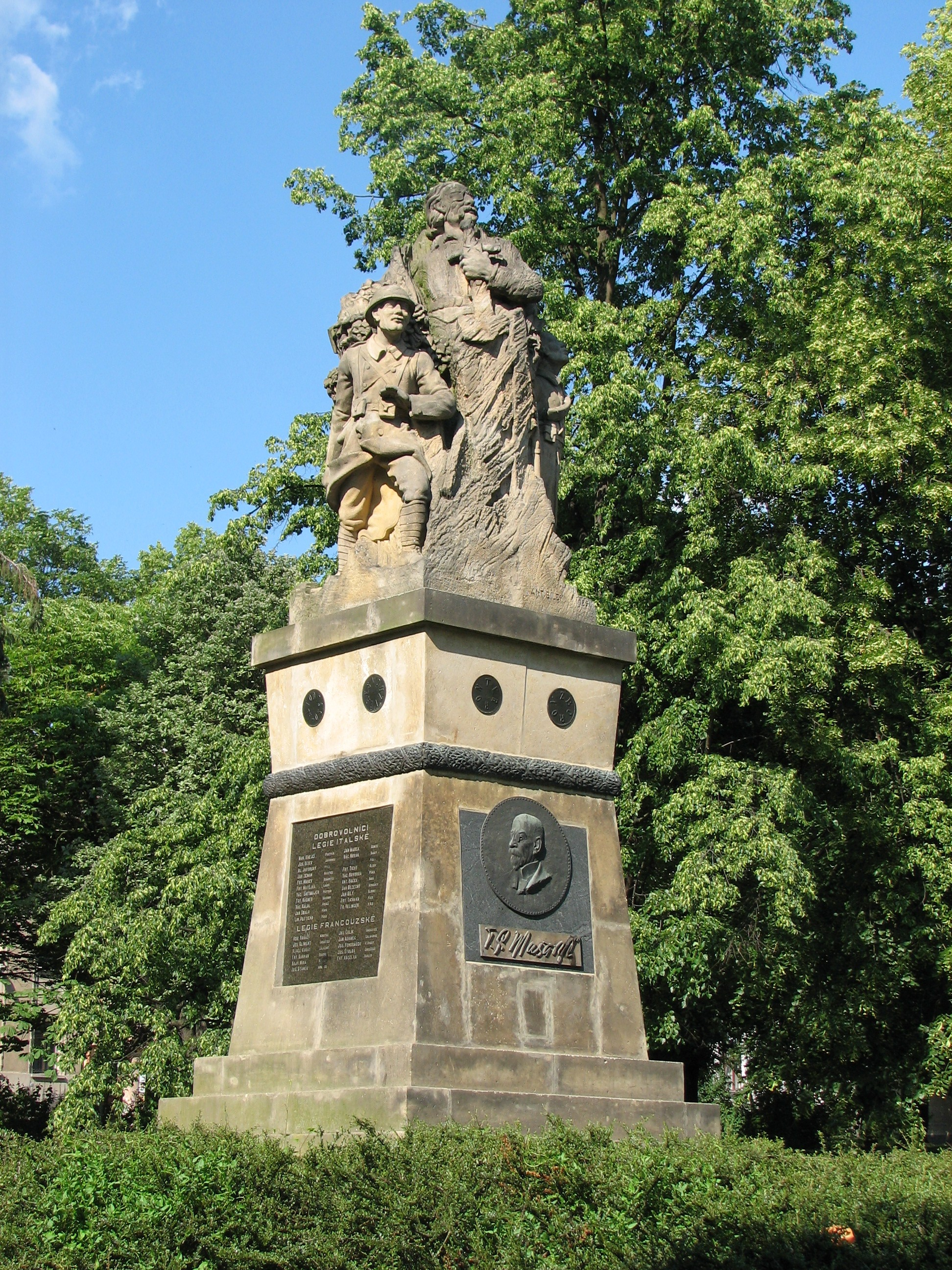
Pomník legionářů v Písku
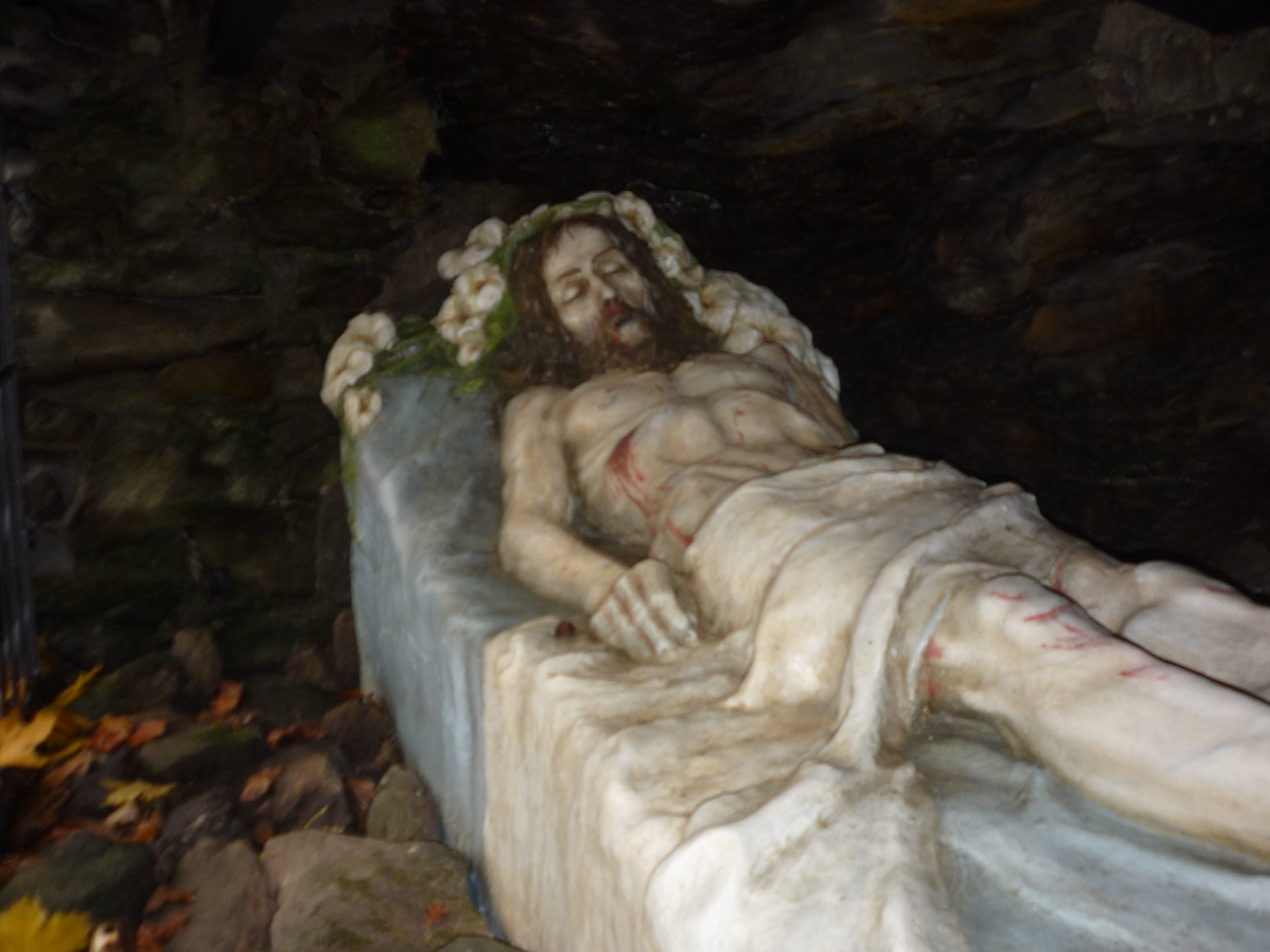
Boží hrob (Křemešník)

## Galerie obrazy

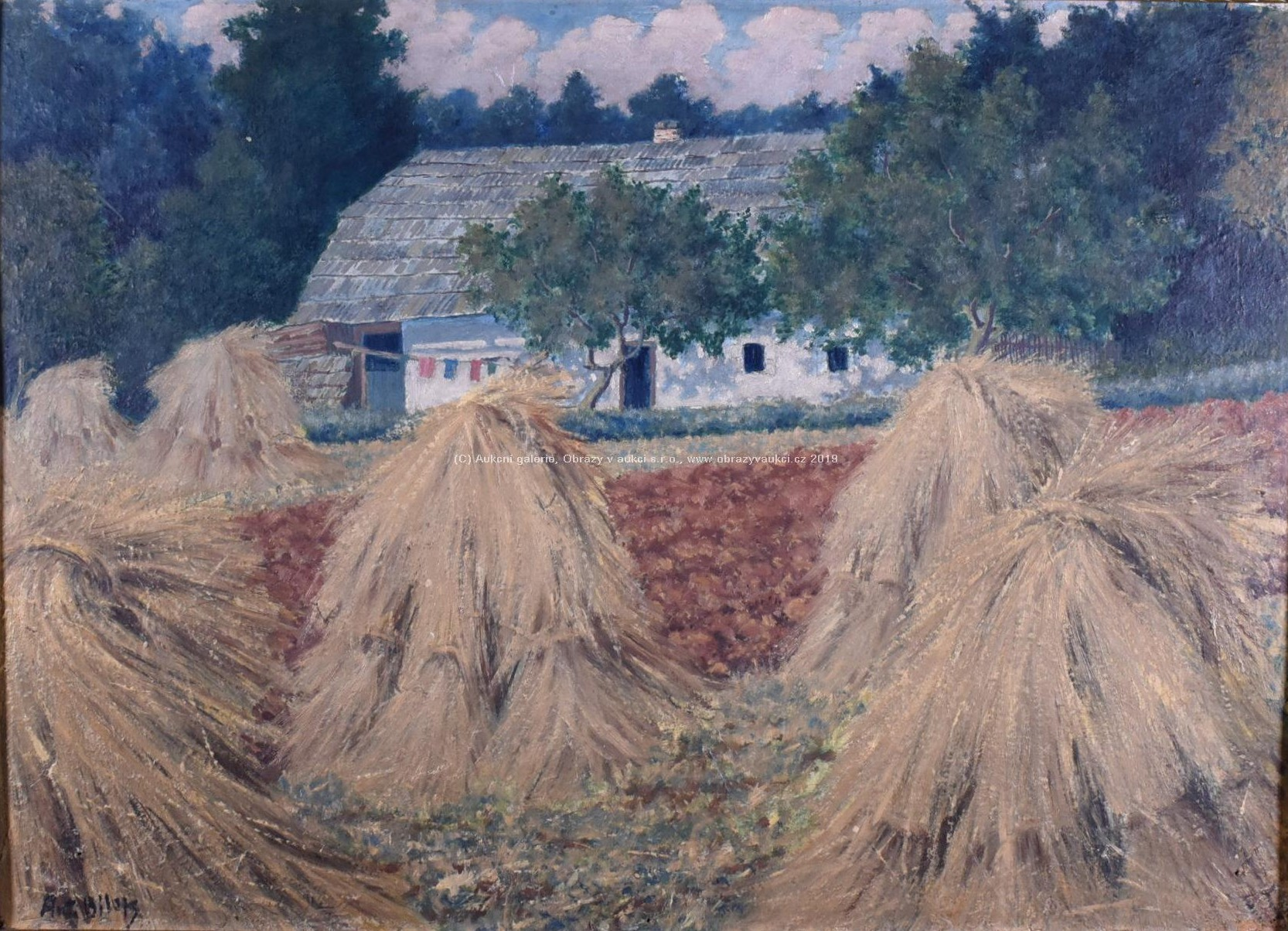
Snopy u chalupy (Olej na kartonu)
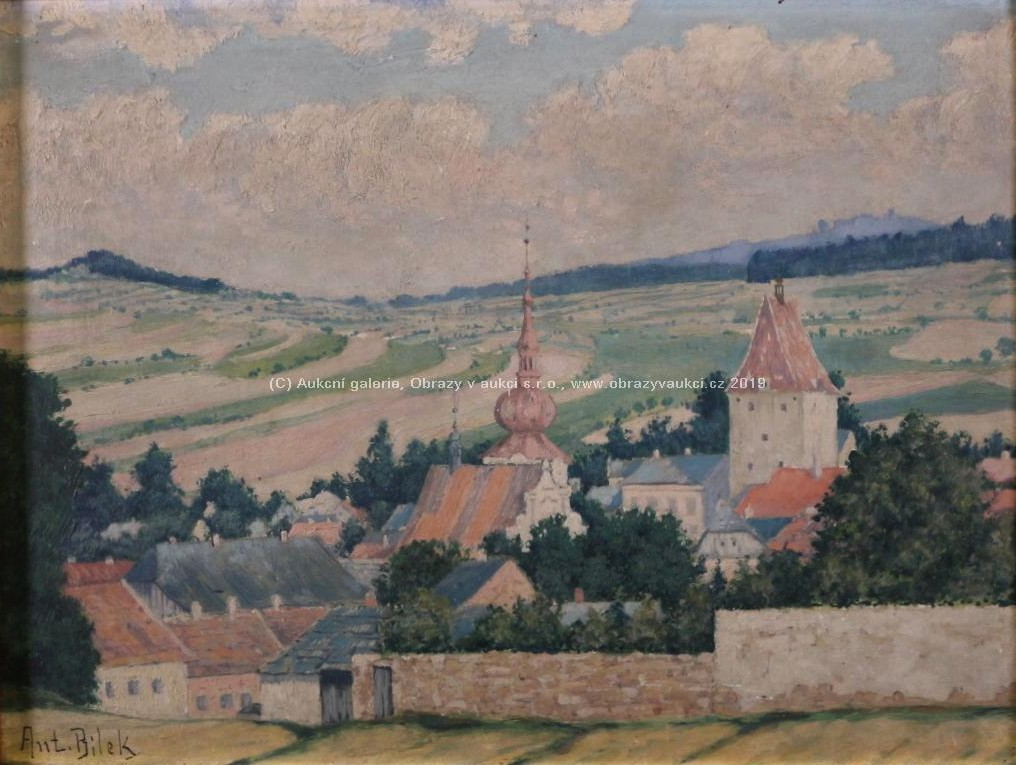
Vesnička (Olej na kartonu)
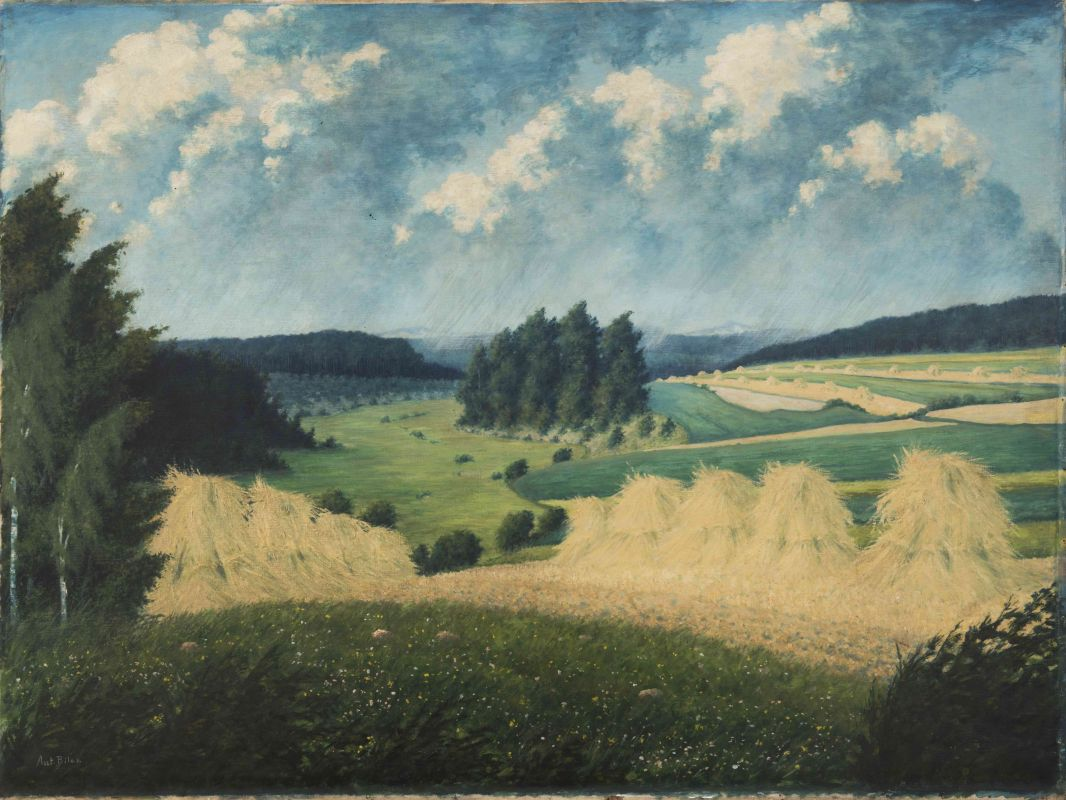
Žně